# Carl Neuner
Carl Borromäus Neuner, auch Karl Neuner (getauft 29. Juli 1778 in Au (heute zu München); † 1. April 1830 in München), war ein deutscher Violinist, Kontrabassist, Sänger und Komponist.

## Leben
Carl Neuner war das vierte Kind Martin Neuners und seiner Ehefrau Anna Kottmillerin und wurde in der Münchner Vorstadt Au geboren. Laut WeGA soll der Vater Bierführer gewesen sein. Robert Eitner gibt dagegen an, der Vater sei Musiker und der erste Lehrer seines Sohnes gewesen, der sich anschließend in Tegernsee weitergebildet und bei Valesi und Joseph Graz gelernt habe. Dies entspricht etwa der Darstellung Lipowskys von 1811, laut der Martin Neuner seinerseits ein Schüler Franz von Cröners war und Carl Neuner von dem Hoftenoristen Walesi [sic!] auch im Gesang ausgebildet wurde. Zur Violine sei Carl Neuner, so Lipowsky, im Seminar der Benediktiner-Abtei Tegernsee gekommen. Komponieren habe er bei dem Hofklaviermeister Joseph Gratz [sic!] gelernt. An Kompositionen nennt Lipowsky Herkules’ Tod, Venus und Adonis, Die Vereinigung des Tanzes mit der Tonkunst, Die Räuberhöhle und Doktor Faust. Anton Würz vereint in seinem Artikel für Die Musik in Geschichte und Gegenwart von 1961 die unterschiedlichen Angaben über den Vater in der Formulierung, dieser sei musikverständig, von Beruf aber Bierführer gewesen.
1797 schloss er das (heutige) Wilhelmsgymnasium München ab. Anschließend absolvierte er am angeschlossenen Lyzeum das erste Jahr des zweijährigen Grundstudiums (= Philosophie).
Im Jahr 1800 wurde Neuner Accessist und Ballettrepetitor im Münchner Hoforchester. 1804 beantragte er eine Gratifikation für diese Tätigkeit, die er ab 1806 erhielt. 1809 avancierte er zum „wirklichen Hofmusicus“. Ungefähr ab 1814 wirkte er als Kontrabassist im Orchester. Diese Tätigkeit war höher dotiert; er hatte nun ein Gehalt von 800 Gulden. Um 1827/28 trat er aus gesundheitlichen Gründen in den Ruhestand. Neuner starb in seinem Vaterhaus am Mariahilfplatz.
Carl Neuner schrieb um 1811/13 die Musik zur Tragödie der Freyschütze von Franz Xaver von Caspar. Außerdem komponierte er zahlreiche Ballettmusiken. Harlekins Hochzeit etwa wurde mit einem Text von Adam Schlotthauer am 28. Mai 1811 uraufgeführt und blieb mehrere Jahre lang im Repertoire des Münchner Balletts. Sein Ballett Die Zauberhöhle wurde am 17. Februar 1817 zum ersten Mal aufgeführt.
Carl Neuner gilt als Komponist des Weihnachtslieds Schlaf wohl, du Himmelsknabe du, das 1814 veröffentlicht wurde.